# Сейтосманов Енвер Казимович
Сейтосманов Енвер Казимович (нар. 10 листопада 1986) — кримськотатарський громадський активіст, політв'язень Росії. Засуджений за участь у діяльності організації «Хізб ут-Тахрір».

## Біографія
Народився 10 листопада 1986 року. Жив в селі Тиловому Балаклавського району Севастополя.
Вранці 10 травня 2018 року в будинку у Енвера Сейтосманова і його брата Ернеса, а також в будинку їх матері в іншому селі, ФСБ провела обшук. Під час обшуку вилучили кілька книг, планшет і телефон. Брати були затримані і доставлені до відділу УФСБ. Ернес Сейтосманов був допитаний як свідок і відпущений, а Енвера затримали. Його обвинувати в організації осередку ісламської партії «Хізб ут-Тахрір» в Севастополі. Ця партія визнана терористичною організацією в Росії. Проте, згідно з матеріалами справи, засуджений не мав зброї, вибухівки, боєприпасів, не планував вчиняти терористичний акт і не закликав інших до здійснення терористичних дій. Відсутні будь-які докази, які свідчать про намагання повалення конституційного ладу Російської Федерації і захоплення влади. Незважаючи на докази невинуватості, 5 грудня 2019 року рішенням Південного окружного військового суду Ростова-на-Дону Енвера засудили на 17 років колонії суворого режиму з обмеженням свободи на рік за «участь в діяльності терористичної організації». Енвер Сейтосманов визнаний правозахисним центром «Меморіал» (Росія) політичним в'язнем.